# Jirès Kembo Ekoko
Jirès Kembo Ekoko, né le 8 janvier 1988 à Kinshasa, au Zaïre, est un footballeur franco-congolais évoluant au poste d'attaquant. 
Fils du footballeur international zaïrois Jean Kembo, il émigre à l'âge de six ans en France, où il est élevé par les parents de Kylian Mbappé. Il obtient la nationalité française en 2008.
Entré à l'Institut national du football de Clairefontaine en 2001, il poursuit en 2004 sa formation au Stade rennais, avec lequel il passe professionnel et joue en Ligue 1 de 2006 à 2012. Il joue ensuite aux Émirats arabes unis de 2012 à 2017 puis en Turquie de 2017 à 2019.

## Biographie

### Enfance et débuts
Jirès Kembo Ekoko naît le 8 janvier 1988 à Kinshasa, alors capitale du Zaïre (actuelle République démocratique du Congo). Son père, Jean Kembo, est un ancien footballeur international zaïrois, double vainqueur de la Coupe d'Afrique des nations en 1968 et 1974, également membre de l'équipe nationale partie disputer la Coupe du monde 1974 en Allemagne de l'Ouest. Il lui donne comme prénom le nom du footballeur français Alain Giresse, qu'il admire. 
À l'âge de six ans, la situation au Zaïre est compliquée et ses parents l'envoient en France pour lui donner la chance d'avoir une meilleure vie, faire des études et s'en sortir. Jirès Kembo vit d'abord chez son oncle, en compagnie de sa sœur aînée.
Après avoir commencé à jouer au football dans la rue, Jirès Kembo est repéré alors qu'il joue à l'école.  Il prend sa première licence en octobre 1999 à l'AS Bondy, club où il rencontre le père de Kylian Mbappé, Wilfrid, qui l'accueille et devient son tuteur légal. Jirès Kembo le considère comme son « deuxième père » et Kylian comme son frère.
Il est retenu pour intégrer l'INF Clairefontaine en 2001, tout en continuant à jouer avec son club d'origine jusqu'en 2003. Milieu de terrain offensif à Bondy, il est replacé au poste d'attaquant à l'INF. 
À l'issue de ses trois ans de préformation, il rejoint le Stade rennais et son centre de formation en 2004. Très demandé, aussi bien par des clubs français que par des clubs étrangers, il choisit le club breton pour la qualité de ses installations et l'ambiance de son centre, après avoir hésité avec le centre de formation du Paris Saint-Germain. Une décision qu'il prend tout seul,.

### Stade rennais (2004-2012)

#### Formation et accession rapide vers le monde professionnel

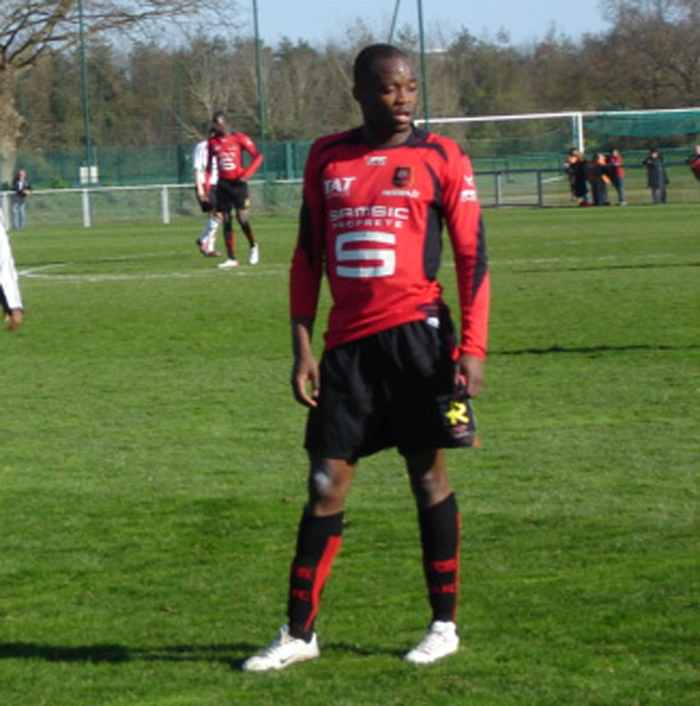
Jirès Kembo en CFA avec le Stade rennais en 2007.

À Rennes, il s'affirme rapidement dans les équipes de jeunes du club, et est vite surclassé. Il devient titulaire avec l'équipe réserve en CFA dès la saison 2005-2006, sa deuxième en Bretagne, alors qu'il n'a que dix-sept ans, et marque neuf buts. Ses qualités techniques, que son entraîneur Philippe Bizeul rapproche de celles des joueurs de l'équipe du Brésil, lui valent au centre de formation le surnom de « Kembinho ». Un surnom qui est rapidement adopté par ses coéquipiers,.
Fin mai 2006, Jirès Kembo signe son premier contrat professionnel avec son club formateur, à dix-huit ans seulement. Dans la foulée, il fait sa première apparition en Ligue 1, le 5 août 2006, pour le premier match de la saison 2006-2007 contre Lille au stade de la route de Lorient. Kembo remplace Jimmy Briand pour la fin de la rencontre,. Malgré ces débuts précoces, il ne joue que très peu en équipe première durant cette saison, ne cumulant qu'une soixantaine de minutes de temps de jeu en quatre rencontres, sans être titularisé par son entraîneur Pierre Dréossi. Il reste en revanche un pilier de l'équipe réserve, avec laquelle il dispute près de trente matchs, et marque quinze buts. À l'issue de la saison, il remporte le titre de champion de France des réserves professionnelles avec celle du Stade rennais, après avoir battu la réserve de l'Olympique lyonnais en finale (3-1).

#### Recherche de temps de jeu et rôle de joker
Confronté à la concurrence de nombreux attaquants au sein de l'effectif professionnel rennais, Kembo peine durant plusieurs saisons à s'y faire une place, ne gagnant que lentement en temps de jeu. Ses demandes de prêt dans des divisions inférieures sont pourtant refusées par les dirigeants rennais, qui croient en son potentiel,. En 2007-2008, son temps de jeu reste très limité, Kembo continuant d'évoluer surtout avec la réserve. Il obtient néanmoins de Pierre Dréossi sa première titularisation chez les professionnels, à l'occasion d'un match de Coupe UEFA disputé le 4 octobre 2007, à domicile contre le Lokomotiv Sofia. Son équipe en difficulté, il est remplacé à la mi-temps par l'expérimenté Jérôme Leroy. À l'issue de cette saison, il obtient la nationalité française, et est sélectionné dans la foulée en équipe de France des moins de 20 ans pour participer au tournoi de Toulon, où il dispute trois matchs.
Ces sélections en bleu se poursuivent l'année suivante, Jirès Kembo intégrant l'équipe de France espoirs en février 2009, et honorant sa première sélection contre la Tunisie en remplaçant David N'Gog peu avant l'heure de jeu. En un an, il totalise treize sélections et trois buts avec les Bleuets, sous la direction d'Erick Mombaerts, et participe une deuxième fois au tournoi de Toulon, épreuve dont il est cette fois finaliste. En club, Jirès Kembo se fait tout doucement sa place, obtenant davantage de titularisations avec Guy Lacombe en 2008-2009. Mais il reste avant tout remplaçant, dans un rôle de joker offensif où il doit souvent se contenter des fins de match. Une situation qui lui ajoute de la pression et qui le fait déjouer lors de ses apparitions. Le 24 septembre 2008, contre Le Mans en Coupe de la Ligue, il marque son premier but professionnel, sur une passe décisive de Moussa Sow. Quelques mois plus tard, c'est encore contre Le Mans qu'il marque son premier but en Ligue 1, le 14 mars 2009 au stade Léon-Bollée, d'une frappe lointaine en lucarne.

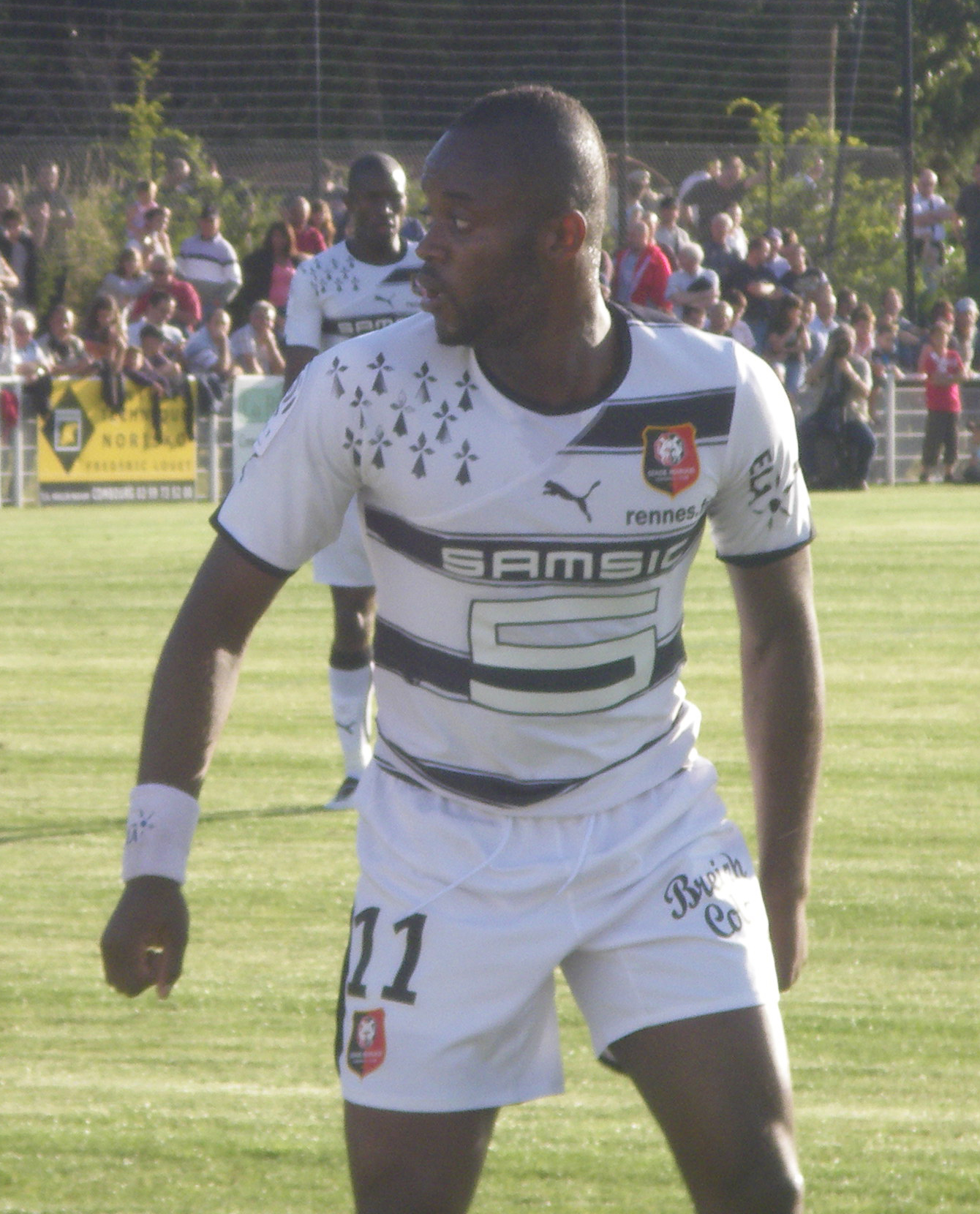
Jirès Kembo avec le Stade rennais lors d'un match amical en juillet 2010.

Ces performances laissent supposer que Kembo est capable de s'imposer en équipe première, et le joueur lui-même commence à manifester des signes d'impatience quant à sa situation de remplaçant à Rennes. En finale de la Coupe de France 2009, il n'est en tout cas pas titularisé sur la pelouse du stade de France. Alors que Jimmy Briand est blessé, Guy Lacombe préfère aligner en attaque Olivier Thomert, Moussa Sow et Romain Danzé. Kembo ne dispute que les derniers instants de la rencontre, remplaçant Bruno Cheyrou à la 88e minute de jeu. Le Stade rennais s'incline deux buts à un contre Guingamp. En juin 2009, le départ de Lacombe et l'arrivée de Frédéric Antonetti au poste d'entraîneur ne change pas véritablement la donne, Kembo conservant lors de la saison 2009-2010 un temps de jeu similaire à celui de l'exercice précédent.

#### Affirmation perturbée par les blessures
Malgré ce constat d'échec, et alors que son contrat se termine en juin 2010, Jirès Kembo prolonge de trois ans le 2 février 2010, avec la volonté affichée de réussir enfin à s'imposer dans son club formateur. L'été suivant, les départs conjugués de Jimmy Briand, Moussa Sow, Mickaël Pagis, puis surtout de Asamoah Gyan et Ismaël Bangoura lui permettent de subir moins de concurrence au sein de l'attaque rennaise. Le départ de Bangoura est notamment facilité par la volonté de Frédéric Antonetti de laisser sa chance à Kembo. Dès lors, il enchaîne les titularisations, et commence à confirmer les espoirs placés en lui, marquant notamment trois buts en trois matchs au mois de novembre 2010, contre Lyon, Auxerre et Brest. Ses performances commencent à susciter l'intérêt de la fédération congolaise, qui souhaite le voir intégrer son équipe nationale comme son père, mais Kembo décline, déclarant vouloir d'abord s'imposer au Stade rennais.
Le 12 décembre 2010, alors que le Stade rennais joue contre les Girondins de Bordeaux au stade Jacques-Chaban-Delmas, Kembo se blesse dans un contact avec Salif Sané. Touché à la cheville, il subit ensuite durant les mois suivants une série de pépins physiques, avec une blessure à la cuisse qui rechute à de nombreuses reprises. Ne parvenant plus à jouer qu'en pointillés, entre deux blessures, il ne marque aucun but lors de la seconde moitié de la saison 2010-2011, et voit son total de titularisations rester bloqué à dix-neuf unités sur cet exercice. Après avoir pris le temps de voir sa cuisse guérir complètement, il suit un programme de reprise individualisé durant l'été 2011, ce qui lui permet de reprendre avec le groupe professionnel rennais à la fin du mois de juillet.
Après avoir commencé la saison 2011-2012 sur le banc, Kembo s'illustre notamment en marquant l'unique but d'une victoire du Stade rennais au stade Vélodrome contre Marseille, d'une lourde frappe des vingt mètres, alors qu'il était rentré en jeu dix minutes plus tôt en remplacement de Razak Boukari. Il enchaîne alors rapidement les titularisations et les buts, devenant l'un des attaquants les plus efficaces de Ligue 1 au regard de son temps de jeu, mais connaît une baisse de régime en deuxième partie de saison. Il boucle finalement son année avec treize buts marqués, son meilleur total depuis ses débuts professionnels.

### Émirats arabes unis (2012-2017)
À l'été 2012, Jirès Kembo négocie avec le Stade rennais une nouvelle prolongation de contrat, son engagement arrivant à échéance pour 2013, et Frédéric Antonetti annonce même début août que le joueur a accepté de continuer sous les couleurs rennaises. Mais finalement, le 31 août 2012, Kembo est transféré à Al Ain, club des Émirats arabes unis, club avec lequel il signe un contrat de quatre ans. À la fin de la saison, après le recrutement d'Al Ain de Michel Bastos, ancien international brésilien, il est prêté au club qatarien d'El Jaish pour une durée d'un an.

### Turquie (2017-2019)
En août 2017, à 29 ans, il quitte Al Nasr Dubaï pour rejoindre le club turc de Bursaspor. Il se retrouve sans club après son départ de Turquie en 2019.

## Palmarès

### En club
- Stade rennais
  - Coupe de France
    - Finaliste : 2009.
- Al Ain Club
  - Championnat des Émirats arabes unis
    - Vainqueur : 2013 et 2015

### En sélection nationale
- Équipe de France espoirs
  - Tournoi de Toulon
    - Finaliste : 2009.

## Statistiques de carrière
| Saison                | Club                  | Championnat           | Championnat | Championnat | Coupe nationale | Coupe nationale | Coupe de la Ligue | Coupe de la Ligue | Compétition(s) continentale(s) | Compétition(s) continentale(s) | Compétition(s) continentale(s) | Total | Total |
| Saison                | Club                  | Division              | M.          | B.          | M.              | B.              | M.                | B.                | Comp.                          | M.                             | B.                             | M.    | B.    |
| 2006 - 2007           | Stade rennais         | Ligue 1               | 3           | 0           | 0               | 0               | 1                 | 0                 | -                              | -                              | -                              | 4     | 0     |
| 2007 - 2008           | Stade rennais         | Ligue 1               | 7           | 0           | 0               | 0               | 1                 | 0                 | C3                             | 3                              | 0                              | 11    | 0     |
| 2008 - 2009           | Stade rennais         | Ligue 1               | 20          | 2           | 4               | 1               | 2                 | 1                 | C3+C4                          | 2                              | 0                              | 28    | 4     |
| 2009 - 2010           | Stade rennais         | Ligue 1               | 24          | 1           | 3               | 0               | 2                 | 0                 | -                              | -                              | -                              | 29    | 1     |
| 2010 - 2011           | Stade rennais         | Ligue 1               | 23          | 3           | 2               | 0               | 1                 | 1                 | -                              | -                              | -                              | 26    | 4     |
| 2011 - 2012           | Stade rennais         | Ligue 1               | 32          | 10          | 5               | 2               | 0                 | 0                 | C3                             | 5                              | 1                              | 42    | 13    |
| 2012 - 2013           | Stade rennais         | Ligue 1               | 1           | 0           | 0               | 0               | 0                 | 0                 | -                              | -                              | -                              | 1     | 0     |
| 2012 - 2013           | Al Ain Club           | Division 1            | 22          | 8           | 8               | 4               | -                 | -                 | C1                             | 6                              | 1                              | 36    | 13    |
| 2013 - 2014           | El Jaish SC           | Division 1            | 22          | 6           | 4               | 1               | -                 | -                 | C1                             | 7                              | 0                              | 33    | 7     |
| 2014 - 2015           | Al Nasr Dubaï         | Division 1            | 21          | 11          | 6               | 1               | -                 | -                 | C1                             | 11                             | 3                              | 38    | 15    |
| 2015 - 2016           | Al Nasr Dubaï         | Division 1            | 22          | 9           | 5               | 1               | -                 | -                 | C1                             | 8                              | 1                              | 35    | 11    |
| 2016 - 2017           | Al Nasr Dubaï         | Division 1            | 24          | 2           | 9               | 0               | -                 | -                 | C1                             | 1                              | 0                              | 34    | 2     |
| 2017 - 2018           | Bursaspor             | Süper Lig             | 24          | 4           | 1               | 0               | -                 | -                 | -                              | -                              | -                              | 25    | 4     |
| Total sur la carrière | Total sur la carrière | Total sur la carrière | 155         | 55          | 26              | 8               | 7                 | 2                 | -                              | 23                             | 2                              | 211   | 67    |